# Glenea varifascia
Glenea varifascia é uma espécie de escaravelho da família Cerambycidae. Foi descrita por James Thomson em 1865.